# Ivan Gontxarov
  Ivan Gontxarov    (Uliànovsk, 6 de juny de 1812 (Julià) - Sant Petersburg, 15 de setembre de 1891 (Julià)), nom complet amb patronímic Ivan Aleksàndrovitx Gontxarov, rus: Ива́н Алекса́ндрович Гончаро́в, fou un novel·lista rus famós sobretot per la seva obra Oblómov,rus: Обломов, que oposa l'abúlia de la noblesa als nous impulsos de la classe mitjana i que s'ha vist com una oda a la inacció en la tradició de l'spleen, així com una crítica social a la divisió dins l'Imperi Rus.

## Vida i obra
Era fill d'un pròsper comerciant de grans de Simbirsk, una petita ciutat del Volga. Orfe de pare als set anys, i ocupada la mare completament en el negoci familiar, va estudiar en diversos col·legis privats i va ingressar en un internat on estudiaven els fills de la noblesa, i on va aconseguir una sòlida formació, a més del domini del francès, l'anglès i l'alemany. Després va estudiar a Moscou, a l'Escola de Comerç, i, des de 1831, a la Facultat de Filologia, on es va llicenciar en 1834. Malgrat haver coincidit amb Vissarion Belinski, Aleksandr Hertsen i Nikolai Ogariov, es va mantenir al marge dels cercles polítics de la universitat, que es mostraven molt actius en aquells anys.
Va iniciar després la seva carrera en l'administració civil de l'Estat; primer al Ministeri de Comerç Exterior com a traductor, més tard en el Ministeri d'Instrucció Pública i posteriorment en altres alts càrrecs, com el de director general d'Edicions i Impremta i Censor General, càrrec aquest últim del qual es va retirar el 1867.
A finals dels anys trenta Gontxarov va entrar a formar part de la tertúlia literària de la família Màikov, estirp de poetes, pintors, editors i mecenes, i va col·laborar en els seus almanacs El Crocus i Nits de lluna, on va publicar els seus primers versos i novel·les curtes: El greu mal i Un error feliç. En 1846 va començar a col·laborar en la revista El Contemporani, dirigida llavors per Vissarion Belinski. Va portar una vida còmoda i tranquil·la, sense massa alts i baixos; la fama li arribaria per les tres grans novel·les que va escriure després.
Publicà la seva primera novel·la extensa, Una història corrent, en 1847. L'obra descriu l'enviliment gradual d'un jove mogut per nobles aspiracions i sublims ideals, i la seva transformació en un funcionari fal·laç, desaprensiu i oportunista a qualsevol preu. En 1858 publicaria la seva creació més important, Oblómov, una de les obres centrals de la literatura russa, en la que enfronta dos personatges típics: l'un, el que dona títol a l'obra (el nom prové d'oblómok ("runa", "ruïna"), és l'ociós representant de la noblesa russa i de la tradició (mandrós, letàrgic, mediocre i abúlic, que sacrifica els seus somnis a la inacció vivint, però, la seva desaparició com un drama), es va fer proverbial representant a un arquetip típicament rus; el segon, Stolz (el nom en alemany significa "altiu"), és el model oposat: equilibrat, d'idees polítiques moderades, partidari de la renovació, l'occidental, la industrialització, el negoci i l'acció. La novel·la va ser constantment retocada fins a la seva versió final deu anys després. La tercera gran novel·la de Gontxarov és El precipici(1869), i el seu argument es construeix a través de l'oposició de dues ideologies i dos mons: d'una banda, el nihilisme revolucionari representat per Mark Vólokhov, i per l'altra el món conservador i tradicional de l'àvia Berejkova. Entre ambdós mons es troba indecisa la jove Vera, la qual, per fi, s'inclina en favor del bàndol conservador. La novel·la va provocar dures polèmiques per la manera caricaturesca en què es representava el personatge de Vólokhov: cínic, mal educat, capaç de mentir i falsificar documents per aconseguir diners, cruel i despectiu. Enfront d'ell es va aixecant la figura matriarcal de l'àvia Berejkova, portadora dels valors antics i perennes de la caritat i l'amor cristians, dolçor, comprensió i una fe infrangible units a una fermesa absoluta i la consciència del seu paper en el món, tot això envoltat d'un halo d'espiritualitat religiosa autèntica i profunda. En 1858 escriuria La fragata Pal·las, que descriu el seu viatge amb vaixell al voltant del món entre 1852 i 1855, com a secretari de l'almirall Ievfimi Putiatin. També va escriure assaigs, com Apunts sobre Belinski,Máikov,Notes amb motiu de l'aniversari de Karamzín,Un milió de dubtes(assaig sobre la comèdia d'Aleksandr Griboiédov El mal de la raó), articles sobre el teatre d'Aleksandr Ostrovski. Gontxarov va morir a causa d'una pneumònia als vuitanta anys, el 1891, i està enterrat al cementiri del Monestir d'Aleksandr Nevski, a Sant Petersburg. Les seves obres completes ocupen 9 toms.
En la literatura russa Gontxarov ha quedat com a autor de novel·la social i un dels millors representants de la narrativa del segle xix. En opinió de Lev Tolstoi, Oblómov és una obra mestra. Es tracta d'una novel·la costumista que li va valer a l'autor 10.000 rubles, un detall suficient per fer-se una idea de la popularitat de la qual va arribar a gaudir encara en vida. En 1860 va acusar Ivan Turguénev de robar-li arguments i de capitanejar una conspiració contra ell. Aquesta idea el va perseguir fins a la seva mort.

## Obres traduïdes al català
- Oblómov. Traducció de Josep Maria Güell. Edicions Proa, 1986